# Yellow (2012)
Yellow ist ein US-amerikanisches Filmdrama von dem Regisseur Nick Cassavetes aus dem Jahr 2012. Cassavetes verfasste mit seiner Frau Heather Wahlquist das Drehbuch, die selbst die Hauptrolle der Mary verkörperte. Wie so oft besetzte Cassavetes eine Rolle mit seiner Mutter Gena Rowlands.
Der Spielfilm wurde bisher nur auf Filmfestspielen veröffentlicht und erzählt die Geschichte der suspendierten Lehrerin Mary mit ihren Wahnvorstellungen und deren tragischen Vergangenheit.

## Handlung
Mary Holmes ist Lehrerin mit Wahrnehmungsstörungen an einer Highschool, Mutter von vier Kindern und abhängig von Vicodin. Wegen eines Seitensprungs während eines Elternabends, verliert Mary ihren Job und ist fortan Hausfrau und Mutter. Ihre Wahnvorstellungen werden immer schlimmer, obwohl sie schon in psychologischer Behandlung befindet. Dem Psychologen offenbart sie, dass ihre jüngere Schwester an Tourette leidet, früher Drogen auf der Straße verkaufte, den Tod ihres Vaters nie verkraftete und ihre ältere Schwester sich selbst in den Wahnsinn trieb.

## Produktion
Das Filmdrama wurde mit einem geschätzten Filmbudget von sieben Millionen US-Dollar hergestellt.
Die Filmaufnahmen entstanden unter anderem in Los Angeles, Kalifornien und Shawnee, Oklahoma. Die Dreharbeiten starteten im April und endeten im Juli 2011. 

### Technische Details
Als Kamera wurde eine ARRI Alexa verwendet, die den Film mit einem Seitenverhältnis von 2.35:1 aufzeichnete.

## Veröffentlichung
Das Filmdrama Yellow wurde in Kanada am 8. September 2012 auf dem Toronto International Film Festival vorgestellt. In Japan wurde der Film beim Tokyo International Film Festival am 24. Oktober 2012 gezeigt. Im Jahr 2013 lief der Film auf dem Seattle International Film Festival und dem Filmfest München.

## Nominierungen
- 2012: Nominierung in der Kategorie Tokyo Sakura Grand Prix beim Tokyo International Film Festival

## Kritiken
„Als einen der besten Filme des Kinojahres“, beschrieb kino-zeit.de das Filmdrama.